# Nenningen
Nenningen, ehemals Nendingen, ist ein Ortsteil von Lauterstein.

## Lage
Nenningen liegt am Rand der Schwäbischen Alb etwa 15 Kilometer östlich von Göppingen. Der Ort wird von der Lauter durchflossen.

## Geschichte
Die älteste urkundliche Erwähnung Nenningens stammt aus dem Jahr 1270.
Eine Pfarrei in Nenningen ist seit dem Jahr 1397 nachweisbar. Damals war ein Johannes Rechberg Pfarrer in Nenningen. In der zweiten Hälfte des 16. Jahrhunderts und dann wieder ab dem Dreißigjährigen Krieg bis zum Jahr 1796 war Nenningen nach Weißenstein eingepfarrt, danach hatte es wieder einen eigenen Pfarrer. Das Patronat und die Baulast des Pfarrhauses lagen bei den Grafen von Rechberg, die Kirche wurde durch eine Stiftungspflege erhalten. Für den Unterhalt der 1774 errichteten Kapelle, die ein älteres Bauwerk ersetzte, war die Gemeinde zuständig. Eine alte Wehrkirche wurde 1910 durch die Pfarrkirche St. Martinus im Ortszentrum ersetzt, nachdem am 14. August 1909 der Kirchturm eingestürzt war. Einige Figuren, darunter eine gotische Pietà, und ein Kruzifix wurden aus der alten in die neue Kirche übernommen.
Die evangelischen Einwohner wurden nach Degenfeld eingepfarrt.
Die zum Ort gehörige Adelsfamilie von Nenningen ist in Urkunden aus dem 13. bis 15. Jahrhundert nachweisbar. Vertreter dieser Familie waren der Deutschmeister Wölflin von Nenningen, Anselm von Nenningen, der 1413 Bischof von Augsburg wurde, Johann von Nenningen, der 1422 Kommentur in Ulm war, und Kaspar von Nenningen, für den ein urkundliches Zeugnis aus dem Jahr 1481 vorliegt. Die Familie von Nenningen hatte ihr Stammschloss wohl auf dem 717 m hohen Galgenberg (Burghalden), der nordöstlich des eigentlichen Ortes liegt. Auf diesem Berg waren im 19. Jahrhundert noch Spuren einer umfangreichen Verschanzung zu finden, aber keine Reste des Schlosses mehr.

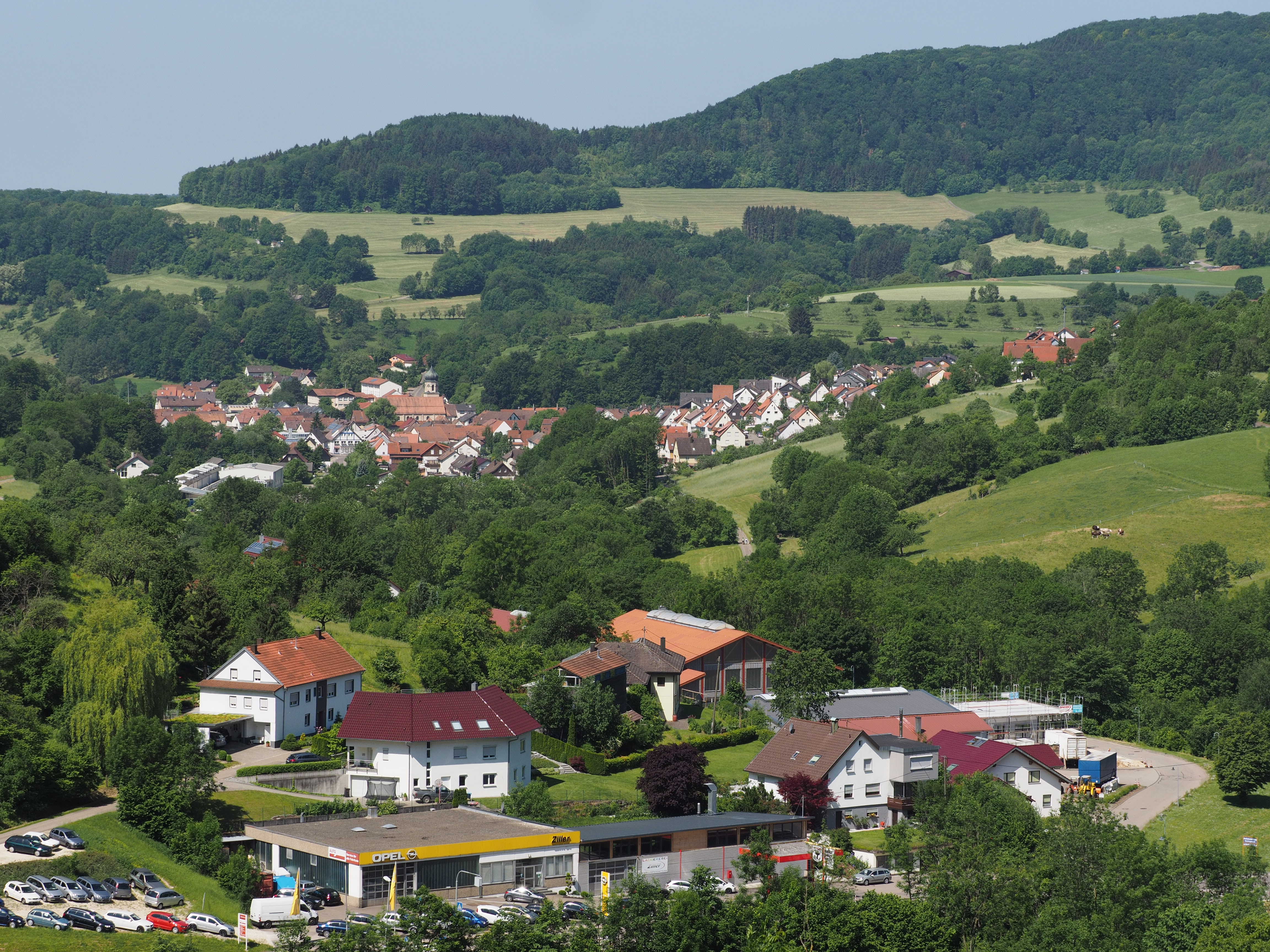
Blick von Weißenstein Richtung Nenningen

Nenningen war ein Mannlehen der Familie von Rechberg. Eine Ausnahme bildeten nur fünf Bauernhöfe, die zunächst zu Degenfeld gehörten, aber im Jahr 1597 von Christoph von Degenfeld an Württemberg verkauft wurden. Württemberg wiederum teilte sie dem Oberamt Königsbronn zu.
Im Jahr 1605 kaufte Württemberg von Sibille von Laubenberg, geb. Rechberg, deren Rechte an den Gütern der Rechberger in Nenningen.
1806 kam Nenningen laut der Beschreibung des Oberamts Geislingen zusammen mit der Herrschaft Weißenstein an Bayern, 1810 an Württemberg. Differenzierter stellen jüngere Quellen die Ortsgeschichte dar: Ab 1806 gehörte der Ortsteil rechts der Lauter zu Württemberg und war bis 1810 der Gemeinde Degenfeld im Oberamt Gmünd zugeordnet, der Ortsteil links der Lauter gehörte bis 1810 zu Bayern und dann zu Württemberg. Danach wurde die Gemeinde wiedervereinigt.
Bis 1938 gehörte Nenningen dann zum Oberamt Geislingen, danach zum Landkreis Göppingen. Zusammen mit Weißenstein wurde Nenningen 1974 zur Stadt Lauterstein vereinigt. 1977 wurde ein Stausee eingeweiht, der Nenningen vor Hochwasserschäden schützen soll.
Im Jahr 1843 hatte Nenningen 462 Einwohner. Rudolph Friedrich von Moser, der diese Zahl in seiner Vollständigen Beschreibung von Württemberg überliefert, berichtet auch, in dem Ort habe sich einst ein Nonnenkloster befunden, und ergänzt seine Angaben über Nenningen mit den Sätzen: „In der Gegend findet man viele Versteinerungen, besonders Ammonshörner; auch vermuthet man, daß hier ehemals Wein gebaut wurde.“ 1970 hatte Nenningen knapp 1500 Einwohner.
Am 1. Januar 1974 wurden die Stadt Weißenstein und die Gemeinde Nenningen zur neuen Stadt Lauterstein zusammengeschlossen.

## Sehenswürdigkeiten
In der Friedhofskapelle Nenningen befindet sich die Nenninger Pietà, ein Hauptwerk des Bildhauers Franz Ignaz Günther.

## Verkehr

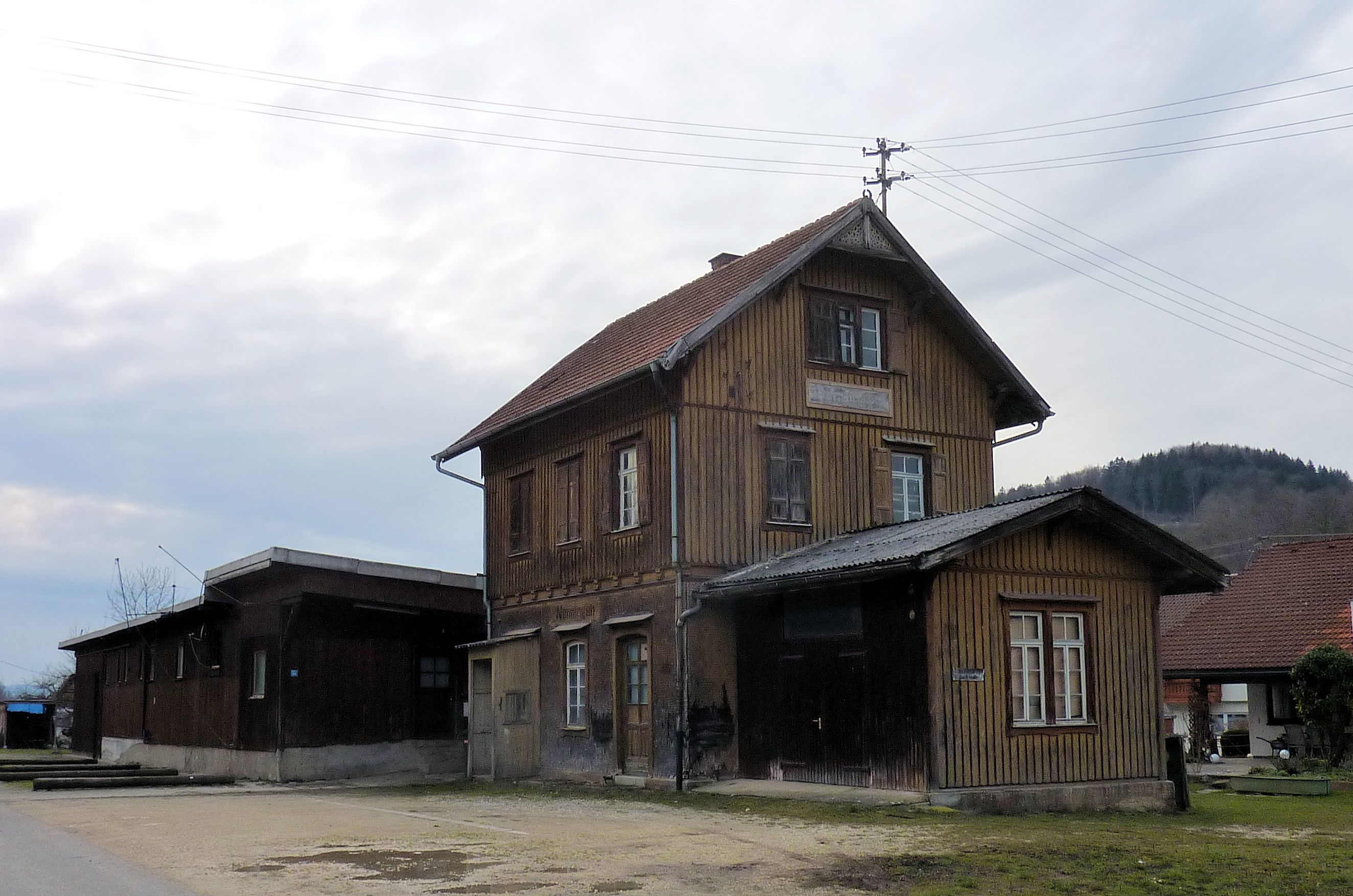
Das Bahnhofsgebäude im Jahr 2016

Nenningen liegt an der Bundesstraße 466. Es bestehen Busverbindungen in Richtung Göppingen, Süßen und Böhmenkirch sowie nach Weißenstein und Lauterstein.
Von 1901 bis 1981 war Nenningen eine Station der Bahnstrecke Süßen–Weißenstein. Das Bahnhofsgebäude ist (Stand: Februar 2016) erhalten geblieben.

## Söhne und Töchter
- Josef Seehofer (1896–1982), Theologe und Heimatforscher